# Hamad bin Sa'id
Hamad bin Sa'id (... – Mascate, 13 marzo 1792), è stato sultano di Mascate dal 1786 al 1792.

## Regno
Hamad bin Sa'id era il figlio dell'imam e sultano Sa'id bin Ahmad, succeduto al padre nel 1783. A differenza del genitore era molto impopolare. Intorno alla fine del 1785 un gruppo di notabili elesse imam suo fratello, Qais, ma la rivolta presto si dissolse.
Nel 1786 Hamad bin Sa'id riuscì a ottenere il controllo di Mascate e della sua fortezza. Una ad una le altre fortezze dell'Oman gli si sottomisero. Il padre allora non aveva più alcun potere temporale. Hamad quindi assunse il titolo di sceicco e stabilì la sua corte a Mascate. Suo padre rimase a Rustaq e mantenne il titolo di imam: era un titolo religioso puramente simbolico che non gli garantiva, di fatto, alcun potere.
Hamad fece costruire diverse fortezze nelle parti del paese che controllava per garantire il suo dominio. Inoltre cercò di riconquistare Kilwa Kisiwani e Mombasa che si erano liberate dal dominio omanita durante la guerra civile che precedette l'ascesa al trono del nonno.
Hamad morì di vaiolo nel 1792. Gli succedette suo zio Sultan bin Ahmad.